# Вотчинная коллегия
Вотчинная коллегия — одна из коллегий — высших центральных учреждений, возникших при реформах Петра Великого и заменивших собой московские приказы.
Вотчинная коллегия заменила старый Поместный приказ, возникший во второй половине XVI века и ведавший раздачей, переходом и регистрацией поместий и вотчин, а также всякого рода земельными процессами.

## Предыстория
В 1712 году Поместный приказ перешел в ведение сената, затем был подчинен его канцелярии, не теряя, однако, характера самостоятельного учреждения. 
После 1714 года он был переведен из Москвы в Санкт-Петербург, в 1719 году подчинен Юстиц-коллегии, и в 1720 году переименован в Канцелярию вотчинных дел (Вотчинная канцелярия), также состоявшую под непосредственным ведением юстиц-коллегии.
Вотчинная канцелярия являлась промежуточным звеном между Поместным приказом и Вотчинной коллегией, образовавшимся во время перехода с приказной системы на коллегиальную.

## Развитие и функционирование
Вотчинная коллегия была основана по указу от 18 января 1721 года.

### Местоположение
Учреждение Вотчинной коллегии, открытой в Москве осенью 1722 года, превратило Санкт-петербургскую вотчинную канцелярию в её отделение, Вотчинную контору.
Попытка в интересах централизации перевести коллегию в Санкт-Петербург, а в Москве ограничиться её отделением, так и не удалась под давлением практических потребностей.
Указом 19 июня 1727 года коллегия окончательно была водворена в Москве.

### Функции и строение
По учреждению, Вотчинной коллегии были переданы из ведения Юстиц-коллегии регистрация земель и земельные процессы. 
Затем от Юстиц-коллегии отошла и записка крепостных актов на земли и крестьян, так называемая «Крепостная контора», бывшая при ней с 1719 года. 
Ради устранения излишней волокиты она была целиком переведена в состав Вотчинной коллегии как «особое правление».
Законодательно закреплённого регламента Вотчинной коллегии не появилось ни при Петре, ни при его преемниках, хотя проект такого регламента в трех редакциях 1723, 1730 и 1742 гг. сохранился среди архивных рукописей.
Тем не менее, существовал регламент, определяющий устройство коллегии, и разделяющий её на присутствие, канцелярию и архив. 
С 1762 года, в интересах ускорения движения дел, коллегия была разделена на три департамента с особым присутствием и канцелярией для каждого из них, с 1763 года прибавлялся еще один департамент. При этом были упразднены «особые правления» — межевое и «неспорных дел», их дела были распределены по департаментам.
Вотчинная коллегия занималась исключительно делами (спорными и неспорными), касавшимися землевладения и межевания, последнее не было изъято из ведомства Вотчинной коллегии даже после учреждения в 1755 году Главной межевой канцелярии при Сенате и губернской межевой канцелярии в Москве.

## Закрытие
С выходом «Учреждения о губерниях» Екатерины II и введением новых судов существование вотчинной коллегии становилось излишним, так как её функции должны были перейти в новые губернские учреждения и окончательно децентрализоваться. Указ от 2 октября 1782 года объявлял о закрытии Вотчинной коллегии.
Но она не могла быть закрыта немедленно, ввиду необходимости окончить нерешенные дела. Такие дела тянулись по нескольку лет, пока в 1786 году не было постановлено Вотчинную коллегию немедленно закрыть, а окончание нерешенных дел передать в Вотчинный департамент. Сенатору Камынину было поручено представить соображения об устройстве Архива вотчинных дел, что и было им исполнено; он выработал для него штат, который и был утверждён.

## Исследования
История поместно-вотчинных учреждений в России детально освещалась в  статьях по истории Московского архива Министерства юстиции, напечатанных в 5-7 томах «Описания документов и бумаг», которое было издано Архивом Министерства юстиции в 1888—1890 годах.